# The Sensual World
The Sensual World ist das sechste Studioalbum der britischen Popsängerin Kate Bush. Es erschien im Oktober 1989 mit elf Titeln.

## Hintergrund
Das Album wurde von Kate Bush geschrieben und produziert. Auf mehreren Titeln des Albums singt die bulgarische Band Trio Bulgarka, die auch auf dem Nachfolgealbum The Red Shoes von 1993 auf mehreren Titeln zu hören ist.

### Liedmaterial
Das titelgebende erste Stück des Albums, The Sensual World, schrieb Bush inspiriert von James Joyce’ Roman Ulysses. Sie bezog sich dabei im Speziellen auf die Redepassage einer weiblichen Protagonistin des Buches, die sie im Wortlaut gegen Ende des Liedes zitieren wollte. Bush hatte die Stimmaufnahme im Studio bereits eingespielt, erhielt jedoch von den Erben des Schriftstellers letztendlich keine Verwendungserlaubnis. Bush ersetzte die Textstelle durch einen entfernt ähnlich klingenden neuen Text. Als Bush für ihr im Jahr 2011 erschienenes Album Director's Cut unter anderem auch den Titel The Sensual World neu einspielte, wurde ihr dieses Mal gestattet, auf Joyce' Originaltext zurückzugreifen. Bush setzte entsprechend ihre ursprüngliche Textidee um und gab dem Stück mit Flower of the Mountain einen neuen Namen.

### Initiale Produktion
Der Aufnahmeprozess des Albums war geprägt von einem hohen Maß an Sorgfalt und Detailverliebtheit, wobei Toningenieur Del Palmer, der bereits seit 1977 mit Bush arbeitete, eine zentrale Rolle spielte. Palmer begann als Bassist ihrer ursprünglichen Band und entwickelte sich im Laufe der Jahre zu ihrem bevorzugten Toningenieur. Die Aufnahmen fanden in Bushs privatem Studio statt, das mit einem SSL 'E' Series 48-Track Mischpult, zwei Studer A80 24-Track Maschinen und einer Vielzahl von analogen und digitalen Geräten ausgestattet war. Besonders bemerkenswert ist die Vorliebe für analoge Aufnahmegeräte, da diese laut Palmer eine einzigartige Klangqualität bieten, die digitale Geräte zu dieser Zeit nicht erreichen konnten. Das Studio selbst war unkonventionell gestaltet und aus umgebauten Garagen ohne Schalldämmung gebaut, um eine lebendige Akustik zu bewahren. Bush und Palmer arbeiteten oft ohne Demos direkt auf Band, um die Frische und Unmittelbarkeit der Musik zu bewahren. Bush begann häufig mit einer Klaviermelodie und einem einfachen Drum-Pattern, das Palmer auf dem Fairlight sampelte. Wenn die Grundstruktur funktionierte, wurden nach und nach weitere Musiker hinzugezogen. Der Aufnahmeprozess war flexibel und oft wurden mehrere Ideen parallel entwickelt oder an einem Tag gar nichts gemacht, je nach Bushs Inspiration. Ein besonderes Merkmal des Albums ist die Zusammenarbeit mit dem Bulgarka Trio, deren Gesang Bush durch ihren Bruder Paddy entdeckt hatte. Diese Aufnahmen fanden in den Angel Studios statt, um die Integration in ein BBC-Dokumentationsprojekt zu ermöglichen. Obwohl die meisten Aufnahmen im eigenen Studio stattfanden, wurden für spezielle Anforderungen auch externe Studios wie Windmill Lane und Abbey Road genutzt. In Windmill Lane wurden irische Musiker aufgenommen, während Abbey Road für die Orchesteraufnahmen gewählt wurde. Das Mischen des Albums wurde von Kevin Killen übernommen, um nach der langen Aufnahmezeit frische Ohren zu haben. Killen arbeitete eng mit Bush und Palmer zusammen, was zunächst zu einem harmonischen und kreativen Abschluss des Albums führte.

### Spätere Nachbearbeitung
Bush war nach dem Erscheinen der Produktion allerdings nicht lange mit deren Qualität zufrieden. Ähnlich skeptisch ordnete sie The Red Shoes ein, mit dessen Produktionsklang sie insbesondere haderte. Die Kritik an den beiden Werken bewog Bush schließlich dazu, ausgewählte Titel der Alben im Jahr 2011 neu arrangiert, bearbeitet und teilweise neu eingespielt auf der Produktion Director’s Cut ein zweites Mal zu veröffentlichen.

## Titelliste
1. The Sensual World – 3:57
2. Love and Anger – 4:42
3. The Fog – 5:04
4. Reaching Out – 3:11
5. Heads We’re Dancing – 5:17
6. Deeper Understanding – 4:46
7. Between a Man and a Woman – 3:29
8. Never Be Mine – 3:43
9. Rocket’s Tail – 4:06
10. This Woman’s Work – 3:32

Bonustrack auf CDs
- 11. Walk Straight Down the Middle – 3:48

## Rezeption
Während Bush sich, auch im Gegensatz zu vielen Fans, wenig überzeugt von The Sensual World gab, fielen Kritiken positiv aus. Eine wiederkehrende Bewertung ist, dass Bushs abwechslungsreiche Stimmungen auf dem Album ihre musikalische Ausnahmestellung belegen würden. Es wäre schwer zu ahnen, welche Richtung Bush als Nächstes einschlagen würde. In Band 1 seiner Buchreihe Rock vergibt das Magazin eclipsed für das Werk die zweithöchste Kategorie Pflichtkauf. Das Album landet in der Gesamtschau aller Kate Bush Alben in dieser Publikation auf Platz 7.

## Kommerzieller Erfolg

### Chartplatzierungen
In Vereinigten Königreich erreichte das Album den zweiten Platz der Albumcharts und wurde mit Platin ausgezeichnet. In den US-amerikanischen Albumcharts Billboard 200 gelang die Höchstplatzierung 43 sowie Gold-Status. In Deutschland erreichte The Sensual World den zehnten Platz der Albumcharts.
| ChartsChartplatzierungen       | Höchstplatzierung | Wochen |
| ------------------------------ | ----------------- | ------ |
| Deutschland (GfK)              | 10 (21 Wo.)       | 21     |
| Schweiz (IFPI)                 | 11 (5 Wo.)        | 5      |
| Vereinigte Staaten (Billboard) | 43 (26 Wo.)       | 26     |
| Vereinigtes Königreich (OCC)   | 2 (24 Wo.)        | 24     |

| ChartsJahrescharts (1989)    | Platzierung |
| ---------------------------- | ----------- |
| Vereinigtes Königreich (OCC) | 45          |

### Auszeichnungen für Musikverkäufe
| Land/Region                  | Auszeichnungen für Musikverkäufe (Land/Region, Auszeichnung, Verkäufe) | Verkäufe |
| ---------------------------- | ---------------------------------------------------------------------- | -------- |
| Frankreich (SNEP)            | Gold                                                                   | 100.000  |
| Kanada (MC)                  | Gold                                                                   | 50.000   |
| Vereinigte Staaten (RIAA)    | Gold                                                                   | 500.000  |
| Vereinigtes Königreich (BPI) | Platin                                                                 | 300.000  |
| Insgesamt                    | 3× Gold · 1× Platin ·                                                  | 950.000  |